# تقسيس
تقسيس قرية في منطقة حماة التابعة لمحافظة حماة في سورية. تقع قرية تقسيس على ضفاف نهر العاصي جنوب شرق محافظة حماة على بعد 25 كم من حماة وعلى بعد 18 كم غرب مدينة السلمية.
يبلغ عدد سكانها 7161 نسمة وفق أمانة السجل المدني بحماة لعام 2009 . وتعتبر حاضرة لأكثر من عشرين قرية ومزرعة مجاورة لها ، حيث يزيد عدد سكانها مع القرى والمزارع المجاورة على 20 ألف نسمة .
هي قرية قديمة تعود تسميتها للعهد الروماني، حيث كان يطلق عليها اسم قرقيسيا نسبة للجدران الموجودة في جبل تقسيس والتي استخدمت في بناء دير قرقيسيا. وهناك إشارات كثيرة إلى قدم عهد هذه القرية مثل الطاحونة والجسر القديم وآثار النواعير والآبار.
تقع قرية تقسيس في منطقة شبه صحراوية إذ لا يتجاوز معدل الأمطار السنوي 250 ملم في السنة.
ما تزال هناك طاحونة وبقايا الجسر الحجري القديم وآثار لعدة نواعير كانت على نهر العاصي وتعمل الآن مديرية الآثار على إعادتها ويوجد تل أثري موضوع في خطة التنقيب من قبل مديرية الآثار كما يوجد مسجد أثري قديم.
تشتهر القرية بزراعة الحبوب والقطن واليانسون بالإضافة إلى الأشجار المثمرة وأهمها الزيتون . كما يقوم أهالي القرية بتربية الأغنام والماعز والأبقار بالإضافة لتربية الأسماك في أحواض على ضفاف نهر العاصي.